# Doug Morrison
Douglas Morrison (Prince George, 2 febbraio 1960) è un ex hockeista su ghiaccio canadese.
È fratello maggiore di Mark e cognato di Garth Butcher, anch'essi giocatori di hockey su ghiaccio professionisti.

## Carriera
Doug Morrison si formò giocando nella Western Hockey League con la maglia dei Lethbridge Broncos, militandovi per quattro stagioni dal 1976 fino al 1980 collezionando in totale ben 412 punti in 291 partite disputate. Già nel Draft 1979 fu scelto nel corso del secondo giro dai Boston Bruins in trentaseiesima posizione assoluta. Terminata l'ultima stagione in WHL nell'aprile del 1980 esordì in National Hockey League con la maglia dei Bruins giocando una partita.
A partire dalla stagione 1980-81 Morrison entrò a pieno titolo nell'organizzazione dei Bruins, tuttavia trovando difficoltà ad inserirsi nel roster di Boston fu mandato a giocare soprattutto in American Hockey League presso le formazioni affiliate degli Springfield Indians e degli Erie Blades. In totale con i Boston Bruins disputò 23 partite con un bottino di 10 punti.
Dopo altre esperienze in AHL con i Maine Mariners e gli Hershey Bears nel 1985 si trasferì nella International Hockey League con i Salt Lake Golden Eagles, vincendo il trofeo della Turner Cup nella stagione 1985-86. A partire dal 1987 giocò in diversi campionati europei, dapprima in Germania, poi in Italia per giocare la stagione 1989-1990 con l'Hockey Club Merano. Doug Morrison si ritirò dall'attività agonistica nel 1992.

## Palmarès

### Club
- Turner Cup: 1

Salt Lake: 1986-1987